# Perlodinella apicalis
Perlodinella apicalis är en bäcksländeart som beskrevs av Douglas E. Kimmins 1947. Perlodinella apicalis ingår i släktet Perlodinella och familjen rovbäcksländor. Inga underarter finns listade i Catalogue of Life.